# マイシンザン
マイシンザン（欧字名:My Shinzan、1990年3月7日 - 2013年3月19日）は、日本の競走馬、種牡馬。主な勝ち鞍に1993年のNHK杯、1995年の朝日チャレンジカップ。主戦騎手は松永幹夫。

## 経歴

### 競走馬時代
1992年12月に阪神競馬場の新馬戦でデビュー、2戦目で2着馬に1.4秒の大差をつけて初勝利を飾る。3戦目はシンザン記念に出走、名前と血統から2番人気に推されるも、気性の悪いところを見せ殿負けを喫した。次走ダート1800mの飛梅賞も惨敗したが、連闘で挑んだこぶし賞では京都芝内回り1600mのレコードタイムで勝利を収めた。
腰部を痛めたため休養を挟み、皐月賞では9着だった。日本ダービーのトライアル競走であるNHK杯では1番人気のガレオンに3馬身半差をつけレースレコードで優勝した。本番の日本ダービーでは、大外から並びかけるも勝ったウイニングチケットから0.6秒差の5着に終わった。秋は京都新聞杯を目指していたが、屈腱炎を発症して戦線離脱。以後、現役生活を通じて故障に苦しむことになる。
1年4ヶ月の長期休養を経て、毎日王冠と天皇賞（秋）に挑んだが、共に入れ込みもあって敗退。そして2度目の屈腱炎を発症した。
11ヶ月の長期休養の後、朝日チャレンジカップで復帰。直線で先に抜け出したスプリングバンブーを差し切り、自身2度目となるレコードタイムでの優勝。続く毎日王冠では、3番人気に推されるも重馬場で切れ味を発揮できずに5着に終わった。天皇賞（秋）は当初は除外対象も回避馬があって出馬表に名を連ねることができたが、前日に3度目の屈腱炎を発症して出走を取り消した。その後、再び長期休養を経て天皇賞（秋）を目指すも、4度目となる屈腱炎を発症して現役続行を断念した。

### 引退後
引退後はCBスタッドにて種牡馬として供用され、1998,99年の2年間で19頭、のち2003年にマイティシンザンの計20頭の産駒を残した。2003年12月1日付で用途変更され種牡馬を引退した。2000年以降は名馬のふるさとステーションに繋養されていたが、ステーションが閉鎖され行く末が危ぶまれていたところをワイルドブラスターとともに個人に引き取られ、浦河町の浦河乗馬公苑を経て、静岡県の乗馬クラブEQUINE-HOLICで乗馬として繋養されていた。2011年12月には山梨県のウインズ石和での撮影会の為に当地を来訪したこともある。
所有者によると、性格は大人しいが、プライドが高くテンションが上がる時がある。頭が良く、名馬のふるさとステーションでは、馬栓棒を外して馬房から逃亡することが多かった。CBスタッド時代から一緒だったワイルドブラスターとは仲がよかった。好きなものはバナナ、遠くを眺めること。静岡では富士山をずっと眺めていたという。
2013年3月16日に腸捻転で死亡した。23歳没。

## 競走成績
以下の内容は、netkeiba.comおよびJBISサーチに基づく。
| 年月日     | 競馬場 | 競走名          | 格   | 頭数 | 枠番 | 馬番 | オッズ （人気） | オッズ （人気） | 着順 | 騎手     | 斤量 [kg] | 距離（馬場）  | タイム（上がり） | タイム 差 | 勝ち馬/（2着馬）       |
| ---------- | ------ | --------------- | ---- | ---- | ---- | ---- | --------------- | --------------- | ---- | -------- | --------- | ------------- | ---------------- | --------- | ---------------------- |
| 1992.12.05 | 阪神   | 3歳新馬         |      | 10   | 2    | 2    | 04.0            | 0（1人）        | 02着 | 松永幹夫 | 54        | 芝1400m（良） | 1.24.2 (35.2)    | -0.0      | オーゴンテイオー       |
| 0000.12.19 | 阪神   | 3歳新馬         |      | 11   | 6    | 6    | 01.6            | 0（1人）        | 01着 | 松永幹夫 | 54        | 芝1200m（良） | 1.11.9 (36.4)    | -1.4      | （ニッポーグランプリ） |
| 1993.01.17 | 京都   | シンザン記念    | GIII | 13   | 3    | 3    | 04.3            | 0（2人）        | 13着 | 松永幹夫 | 55        | 芝1600m（良） | 1.38.7 (37.7)    | -2.8      | アンバーライオン       |
| 0000.02.06 | 京都   | 飛梅賞          | 500  | 10   | 3    | 3    | 02.9            | 0（1人）        | 06着 | 松永幹夫 | 55        | ダ1800m（良） | 1.54.5 (37.8)    | -1.0      | ニシケンスキー         |
| 0000.02.13 | 京都   | こぶし賞        | 500  | 15   | 6    | 10   | 09.2            | 0（4人）        | 01着 | 松永幹夫 | 55        | 芝1600m（良） | R1.34.9 (35.1)   | -0.3      | （ケイウーマン）       |
| 0000.04.18 | 中山   | 皐月賞          | GI   | 18   | 4    | 8    | 49.5            | （13人）        | 09着 | 鹿戸雄一 | 57        | 芝2000m（良） | 2.00.9 (35.2)    | -0.7      | ナリタタイシン         |
| 0000.05.09 | 東京   | NHK杯           | GII  | 13   | 5    | 6    | 08.9            | 0（4人）        | 01着 | 松永幹夫 | 56        | 芝2000m（良） | 2.00.7 (35.0)    | -0.6      | （ガレオン）           |
| 0000.05.30 | 東京   | 東京優駿        | GI   | 18   | 3    | 5    | 09.0            | 0（4人）        | 05着 | 田原成貴 | 57        | 芝2400m（良） | 2.26.1 (36.8)    | -0.6      | ウイニングチケット     |
| 1994.10.09 | 東京   | 毎日王冠        | GII  | 11   | 8    | 10   | 13.2            | 0（7人）        | 07着 | 松永幹夫 | 58        | 芝1800m（良） | 1.45.2 (35.8)    | -0.6      | ネーハイシーザー       |
| 0000.10.30 | 東京   | 天皇賞（秋）    | GI   | 13   | 3    | 3    | 018.1           | 0（5人）        | 11着 | 松永幹夫 | 58        | 芝2000m（良） | 1.59.4 (34.7)    | -0.8      | ネーハイシーザー       |
| 1995.09.10 | 京都   | 朝日チャレンジC | GIII | 12   | 4    | 4    | 10.0            | 0（4人）        | 01着 | 熊沢重文 | 55        | 芝2000m（良） | R1.58.0 (34.3)   | -0.0      | （スプリングバンブー） |
| 0000.10.08 | 東京   | 毎日王冠        | GII  | 14   | 5    | 8    | 04.5            | 0（3人）        | 05着 | 松永幹夫 | 58        | 芝1800m（重） | 1.49.1 (35.5)    | -0.7      | スガノオージ           |
| 0000.10.29 | 東京   | 天皇賞（秋）    | GI   | 17   | 2    | 3    |                 |                 | 取消 | 松永幹夫 | 58        | 芝2000m（良） |                  |           | サクラチトセオー       |

## 種牡馬成績
- 産駒数 / 種付け数 20 / 26頭
- 勝ち馬頭数 / 出走頭数 11 / 19頭
- 総獲得賞金 約1億2000万円

代表産駒
- シルクセレクション[10] 129戦26勝(JRA、愛知、南関東、北海道、盛岡、高知) 総賞金4992万円（シンザンの父系としては最後の競走馬）
- マイパワー 66戦10勝（笠松、JRA、南関東） 総賞金3035万円
- シルキーウイッシュ JRAで1勝

繁殖入りした産駒はいない。2017年現在もマイパワーが乗用馬登録されている。

## 血統表
| マイシンザンの血統（ボワルセル系 / Theft5×5=6.25%） | マイシンザンの血統（ボワルセル系 / Theft5×5=6.25%） | マイシンザンの血統（ボワルセル系 / Theft5×5=6.25%） | （血統表の出典）        | （血統表の出典） |
| 父 ミホシンザン 1982 鹿毛                           | 父の父シンザン 1961 鹿毛                            | *ヒンドスタン Hindostan                             | Bois Roussel            | Bois Roussel     |
| 父 ミホシンザン 1982 鹿毛                           | 父の父シンザン 1961 鹿毛                            | *ヒンドスタン Hindostan                             | Sonibai                 |                  |
| 父 ミホシンザン 1982 鹿毛                           | 父の父シンザン 1961 鹿毛                            | ハヤノボリ                                          | ハヤタケ                | ハヤタケ         |
| 父 ミホシンザン 1982 鹿毛                           | 父の父シンザン 1961 鹿毛                            | ハヤノボリ                                          | 第5バッカナムビューチー |                  |
| 父 ミホシンザン 1982 鹿毛                           | 父の母ナポリジョオー 1975 栗毛                      | *ムーティエ Moutiers                                | Sicambre                | Sicambre         |
| 父 ミホシンザン 1982 鹿毛                           | 父の母ナポリジョオー 1975 栗毛                      | *ムーティエ Moutiers                                | Ballynash               |                  |
| 父 ミホシンザン 1982 鹿毛                           | 父の母ナポリジョオー 1975 栗毛                      | *タイタイ Tai-Tai                                   | Will Somers             | Will Somers      |
| 父 ミホシンザン 1982 鹿毛                           | 父の母ナポリジョオー 1975 栗毛                      | *タイタイ Tai-Tai                                   | Anneiv                  |                  |
| 母 ファイブソロン 1979 鹿毛                         | 母の父*パーソロン Partholon 1960 鹿毛               | Milesian                                            | My Babu                 | My Babu          |
| 母 ファイブソロン 1979 鹿毛                         | 母の父*パーソロン Partholon 1960 鹿毛               | Milesian                                            | Oatflake                |                  |
| 母 ファイブソロン 1979 鹿毛                         | 母の父*パーソロン Partholon 1960 鹿毛               | Paleo                                               | Pharis                  | Pharis           |
| 母 ファイブソロン 1979 鹿毛                         | 母の父*パーソロン Partholon 1960 鹿毛               | Paleo                                               | Calonice                |                  |
| 母 ファイブソロン 1979 鹿毛                         | 母の母ファイブドウター 1972 鹿毛                    | *ダンスール Danseur                                 | Tantieme                | Tantieme         |
| 母 ファイブソロン 1979 鹿毛                         | 母の母ファイブドウター 1972 鹿毛                    | *ダンスール Danseur                                 | La Danse                |                  |
| 母 ファイブソロン 1979 鹿毛                         | 母の母ファイブドウター 1972 鹿毛                    | ウズシオ                                            | *オーロイ               | *オーロイ        |
| 母 ファイブソロン 1979 鹿毛                         | 母の母ファイブドウター 1972 鹿毛                    | ウズシオ                                            | ヤシマテンプル F-No.5   |                  |
| 母系(F-No.)                                         | 種正系(FN:F5-h)                                     | 種正系(FN:F5-h)                                     | 種正系(FN:F5-h)         | [ § 2 ]          |
| 5代内の近親交配                                     | セフト 5×5                                          | セフト 5×5                                          | セフト 5×5              | [ § 3 ]          |
| 出典                                                | 1. 2. 3.                                            | 1. 2. 3.                                            | 1. 2. 3.                | 1. 2. 3.         |

父系は1955年輸入のヒンドスタンに遡り、現存する日本土着の父系としては最も古い。また牝系も古く、種正系（英名Young Man's Fancy 1927年輸入、御料牧場基礎牝馬）に属している。